# Józef Niemiec
Józef Stanisław Niemiec (ur. 13 marca 1939 w Nowym Sączu, zm. 10 kwietnia 2008 tamże) – polski działacz państwowy i samorządowy, w latach 1983–1990 wicewojewoda nowosądecki.

## Życiorys
Syn Stanisława i Stanisławy z domu Smajdor. W 1956 ukończył I Liceum Ogólnokształcące Towarzystwa Przyjaciół Dzieci im. Jana Długosza w Nowym Sączu, w 1973 studium administracyjne, a w 1975 studia na Wydziale Prawa i Administracji Uniwersytetu Jagiellońskiego (praca magisterska „Nadzór powiatowej rady narodowej nad gminnymi radami narodowymi”).
Od 1957 do 1959 bibliotekarz w Powiatowej Bibliotece Publicznej w Nowym Sączu, był także kierownikiem sądeckiego oddziału Głównego Urzędu Kontroli Prasy, Publikacji i Widowisk. Od 1959 zatrudniony w Wydziale Kultury Prezydium Powiatowej Rady Narodowej w Nowym Sączu, od 1971 jako sekretarz PPRN. W latach 1973–1975 zastępca naczelnika powiatu nowosądeckiego i zarazem szef Wydziału Organizacyjno-Prawnego Urzędu Powiatowego w Nowym Sączu. W 1975 rozpoczął pracę w nowosądeckim Urzędzie Wojewódzkim jako dyrektor wydziałów kontroli i instruktażu, a następnie spraw społeczno-administracyjnych. Od 15 marca 1983 do 31 grudnia 1990 pełnił funkcję wicewojewody nowosądeckiego, odpowiadając za sprawy zdrowia, ochrony przeciwpożarowej, współpracy z organizacjami społecznymi. W tym samym okresie wiceprezes Zarządu Wojewódzkiego Związku Ochotniczych Straży Pożarnych RP w Nowym Sączu oraz członek władz Polskiego Czerwonego Krzyża; przeszedł następnie na rentę.
W III RP pracował jako inspektor w Stowarzyszeniu Autorów ZAiKS oraz jako doradca w Polskim Banku Inwestycyjnym. Był członkiem władz miejskiego stowarzyszenia diabetyków i stowarzyszenia „Sądeczanie Razem”, a także szefem rady nadzorczej lokalnego oddziału Zakładu Ubezpieczeń Społecznych. Działał w Sojuszu Lewicy Demokratycznej.
Był żonaty z Józefą, miał dwoje dzieci. Przez 15 lat był organistą kościelnym. 12 kwietnia 2008 pochowany na cmentarzu komunalnym w Nowym Sączu.

## Odznaczenia
Odznaczony Krzyżem Kawalerskim i Oficerskim Orderu Odrodzenia Polski, Odznaką Honorową Polskiego Czerwonego Krzyża I, II i III stopnia oraz Złotym Medalem „Za Zasługi dla Pożarnictwa” (1979), a także Medalem za Zasługi w Rozwoju Towarzystwa Kulturalnego Czechow i Słowaków w Polsce (1981), Złotym Znakiem Związku OSP oraz odznakami „Za Zasługi” dla Województwa Nowosądeckiego, Zakopanego i Łącka.